# Калинівка (зупинний пункт Південної залізниці, код ЄМР 431638)
Кали́нівка — пасажирський залізничний зупинний пункт Харківської дирекції Південної залізниці.
Розташований неподалік від сіл Сторожівка та Зміївка, Сватівський район, Луганської області на лінії Куп'янськ-Вузловий — Красноріченська між станціями Сватове (11 км) та Куземівка (10 км).
Не зважаючи на військову агресію Росії на сході Україні, транспортне сполучення не припинене, щодоби дві пари приміських поїздів здійснюють перевезення за маршрутом Сватове — Куп'янськ-Вузловий.